# Macromitrium tahitense
Macromitrium tahitense là một loài rêu trong họ Orthotrichaceae. Loài này được Nadeaud mô tả khoa học đầu tiên năm 1873.
Danh pháp khoa học của loài này chưa được làm sáng tỏ. 